# El Postre
El Postre (zu deutsch: der Nachtisch) ist eine deutsche Rap-Metal-Band aus Kamp-Lintfort bei Duisburg im Ruhrgebiet.

## Geschichte
El Postre wurde 1997 von den Brüdern Marcel und Andres de la Puente gegründet. Nach mehreren Demoaufnahmen und inoffiziellen Tonträgern, erschien im Jahre 2006 El Postres erstes offizielles Album Das Fundament. Als erste Single wurde der Song Tief im Herzen, ein Duett mit Sängerin Rabea, ausgekoppelt. Nach einer weiteren Single namens Urlaubsreif im Jahr 2008 beschloss die Band, labelunabhängig Musik zu machen. Im Frühjahr 2008 erschien die erste selbst produzierte CD, eine EP, die auf den Namen Malocher Mix Schacht 1 hört, als Gratis-Download. Bereits im Oktober desselben Jahres wurde ein neues Album Meister-Werk, ebenfalls als Gratis-Download auf der Band-Webseite, angeboten. 2009 kam dann auch der Nachfolger von Malocher Mix Schacht 1 als gratis-Download auf ihre offizielle Website. Es trägt den Namen Malocher Mix Schacht 2. 2010 wurde das vierte Gratis-Download-Album veröffentlicht, es trägt den Namen Wechselschicht.
Im Dezember 2010 gab die Band auf ihrer offiziellen Myspace-Präsenz bekannt, dass DJ Stefan „Nafex“ Hoppe auf Grund persönlicher Differenzen die Band verlassen hat.
Ersetzt wurde das ausgestiegene Mitglied im Sommer 2012 durch einen zweiten Gitarristen. Mittlerweile wurde auch das aktuelle Album Damals wie heute fertiggestellt. Dieses Album wird wie die Vorgänger als Kostenlos-Download verbreitet. Zum 15-jährigen Bandjubiläum gibt es außerdem eine auf 500 Stück streng limitierte Auflage des neuen Albums als CD-Digipack, welche auf Konzerten käuflich zu erwerben war.
Anfang 2016 entschied sich die Band mit dem niederrheinischen Indie-Label Quasilectric zusammenzuarbeiten. So erschien zunächst ein Re-release des Albums „Damals Wie heute“ im Mai dieses Jahres. Ihr aktuelles, selbst produziertes Album „Schweres Gerät“ erschien am 28. Oktober 2016.

## Diskografie
- 1996: Auf dem Weg (Demo)
- 1998: Von Tag zu Tag (Demo)
- 2001: Sacht watta wollt! (Demo)
- 2003: EP (Demo)
- 2004: Träume (Demo)
- 2006: Das Fundament (Album)
- 2006: Tief im Herzen (Single)
- 2008: Urlaubsreif (Single)
- 2008: Malocher Mix Schacht 1 (EP)
- 2008: Meister-Werk (Album)
- 2009: Malocher Mix Schacht 2 (Album)
- 2010: Wechselschicht (Album)
- 2012: Damals wie heute (Album)
- 2016: Schweres Gerät (Album)
- 2018: Schwarze Seele (Single)
- 2021: Körperkontakt (Single)
- 2022: Frische Luft (EP)
- 2023: Plastikwelt (EP)